# Płocin
Płocin (do 1945 niem. Plötzin) – wieś w Polsce położona w województwie zachodniopomorskim, w powiecie kamieńskim, w gminie Wolin

## Położenie

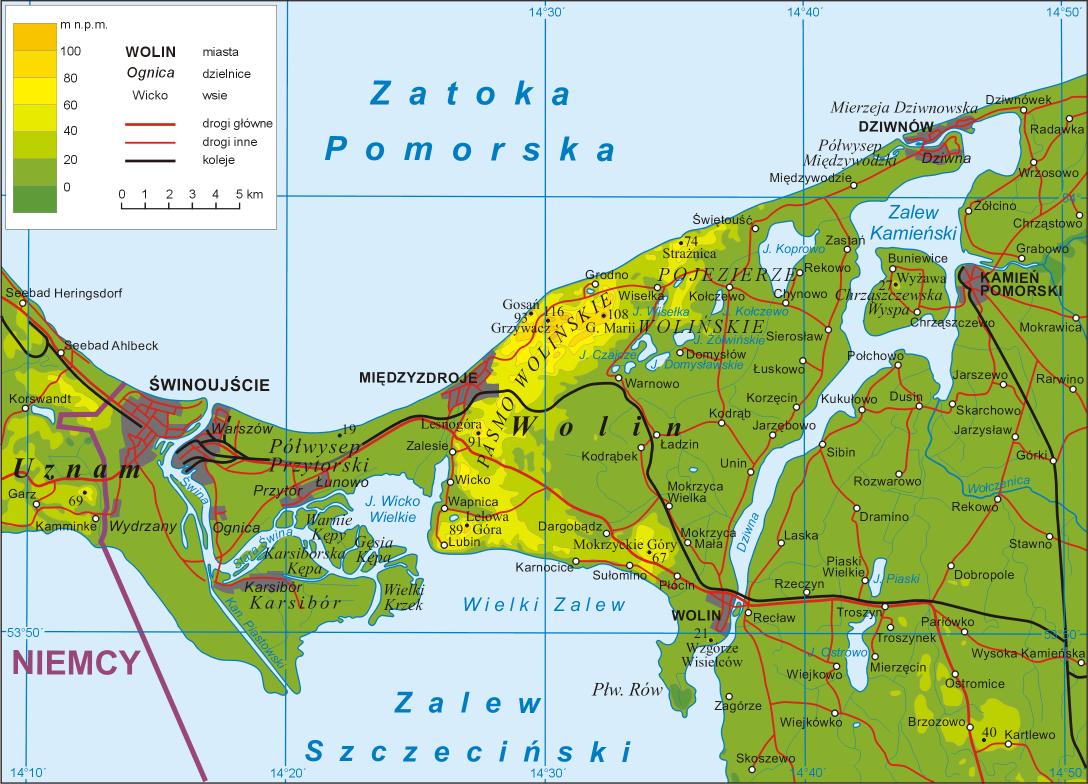
Mapa wyspy Wolin z widocznym Płocinem

Wieś położona przy drodze krajowej nr 3 Szczecin – Świnoujście po obu jej stronach. Od Wolina oddalona jest około 2 km. Część południowa wsi dochodzi do brzegu Zalewu Szczecińskiego (Mielizna Płocińska).

## Historia
Pierwsza pisemna wzmianka o wsi pochodzi z roku 1186 pod nazwą Pletsenitzi. Była wtedy własnością cysterek z Wolina. W źródłach pojawia się również nazwa Plossin (1288) oraz Plotzin (Plotzm) (1300).
Jako jedna z pierwszych została włączona w system kanałów odwadniających. Około 1860 roku wieś liczyła 150 mieszkańców tworzących 24 rodziny. We wsi było wówczas 14 domów. Mieszkańcy uczęszczali do kościoła św. Jerzego w Wolinie.

W latach 1975–1998 miejscowość administracyjnie należała do województwa szczecińskiego.

## Edukacja
Dzieci z Płocina chodzą do szkoły podstawowej w Dargobądzu.

## Zabytki
Niedaleko miejscowości, w Górach Mokrzyckich, znajdują się resztki ruin zamku Żurawice, a we wsi rosną dwa stare dęby – pomniki przyrody.